# Kristi Moders katolska församling
Kristi Moders katolska församling är en romersk-katolsk församling i Umeå. Församlingen tillhör Stockholms katolska stift.
Församlingen inrättades 1972 och täcker hela Västerbottens län. År 1993 invigdes den nybyggda kyrkan, Katolska kyrkan i Umeå. Den ritades av arkitekt Bertil Håkansson. 
I Skellefteå finns S:ta Maria katolska kapellförsamling som hör till Kristi Moders katolska församling i Umeå. I Skellefteå finns en egen kyrkobyggnad, S:ta Maria katolska kyrka.